# Can Llibre del Carrer
|  | No s'ha de confondre amb Can Llibre o Can Llibre de Pagès. |

Can Llibre del Carrer és una casa de Dosrius (Maresme).

## Descripció
Edifici cantoner format per dos cossos adossats que li proporcionen una planta rectangular. Ambdós volums presenten una coberta de teula àrab de dues vessants, amb el carener paral·lel a la façana principal, i ràfecs de dents de serra. Estan distribuïts en planta baixa i pis, amb totes les obertures rectangulars, majoritàriament emmarcades amb el mateix revestiment que cobreix el parament. Del número 8 destaquen les finestres del pis. La de la banda de tramuntana presenta els brancals bastits amb carreus de pedra, la llinda plana monolítica i l'ampit de pedra motllurat. La de migdia, en canvi, compta amb l'ampit motllurat, tot i que està arrebossat. Pel que fa al número 10 destaca el portal d'accés, amb els brancals bastits amb carreus de pedra i la llinda plana monolítica. La construcció presenta els paraments arrebossats i pintats.

## Història
Si ens fixem en el topònim amb el que es coneix la casa, sembla clar que l'edifici degué pertànyer als mateixos propietaris de la masia de can Llibre de Pagès, situada a la vall de can Rimbles i originaria del segle XVI. Malgrat això, la primera referència documental directa de la construcció apareix en un plànol cadastral dels termes de Dosrius i Canyamars elaborat l'any 1853.